# Ilse Dernburg
Ilse Hedwig Dernburg, geborene Rosenberg (* 13. Mai 1880 in Berlin; † 1964 oder 1965), war eine deutsche Innenarchitektin und Bühnenautorin.

## Leben und Werk
Ilse Rosenberg war eine Tochter von Else Dohm (1856–1922) und Hermann Rosenberg (1847–1917), Bankier und langjähriger Mitinhaber der Berliner Handels-Gesellschaft. Mutter Else war eine Schwester von Hedwig Pringsheim geb. Dohm, der Mutter Katia Manns.
1900 heiratete Ilse als junge Innenarchitektin den zwölf Jahre älteren Architekten Hermann Dernburg, einen Bruder von Bernhard Dernburg. 1914 wurde die Ehe wieder geschieden.
Von der in Berlin-Tiergarten lebenden Ilse Dernburg sind zahlreiche innenarchitektonische Entwürfe und Ausführungen dokumentiert, so die Gestaltung eines Teetisches beziehungsweise Teezimmers aus dem Jahr 1910. Für die erste große deutsche Frauenausstellung „Die Frau in Haus und Beruf“ 1912 in Berlin gestaltete sie ein Badezimmer sowie den „Leseraum“ im „Jugendheim“ der Ausstellung. Kurz vor Beginn des Ersten Weltkriegs entwarf sie diverse Innenräume des Schnelldampfers Imperator, darunter das sogenannte „Kaiserzimmer“.
Ilse Dernburg, die enge Kontakte zu der mit ihr verwandten Familie von Thomas Mann pflegte, schrieb auch Bühnenwerke, die rückblickend von ihrer Nichte Elisabeth Mann Borgese als „sexy“ und „unanständig“ eingeordnet wurden. Dazu gehört die 1932 im Berliner Rose-Theater uraufgeführte Komödie Die eiserne Jungfrau. „Das Stück lebt“, so die Preußischen Jahrbücher in ihrer Besprechung, „von der Komik eines bösen Hausdrachens“ und wurde zwiespältig rezensiert: Das Berliner 8-Uhr-Abendblatt lieferte einen vernichtenden Verriss.
1939 emigrierte Ilse Dernburg mit ihrer Schwester, der Übersetzerin Käthe Rosenberg (1883–1960), nach London. Nach dem Zweiten Weltkrieg lebte sie zusammen mit der Schwester in der Schweiz, wo sie in einem Altersheim am Vierwaldstättersee verstarb.